# Madonna met kind tussen de heiligen Hiëronymus en Lodewijk
De Madonna met kind tussen de heiligen Hiëronymus en Lodewijk (Frans: La Vierge à l'Enfant entre saint Jérôme et saint Louis de Toulouse) is een schilderij uit circa 1455 dat wordt toegeschreven aan Andrea Mantegna. Sinds 1887 maakt het deel uit van de collectie van het Musée Jacquemart-André in Parijs.

## Voorstelling
De Madonna en Jezus en de heiligen Hiëronymus van Stridon (links) en Lodewijk van Toulouse (rechts) worden op halve lengte weergegeven achter een balustrade. Anders dan Mantegna heeft Bellini zo'n type voorstelling dikwijls geschilderd. Mede hierdoor zijn er kenners die het werk aan Bellini hebben toegeschreven. De manier waarop het gezicht van Christus is weergegeven en het verkorte perspectief van onderen zijn juist kenmerkend voor Mantegna's schilderijen uit het begin van zijn loopbaan. Tijdens deze periode werkte de kunstenaar in Padua aan de Ovetari-kapel. Kenners die de toeschrijving aan Mantegna steunen dateren het paneel daarom na het huwelijk van de schilder met Nicolosia, de dochter van Jacopo Bellini en de zus van Giovanni Bellini in 1453. Toen was de wederzijdse beïnvloeding tussen de kunstenaars het sterkst. 
Mantegna gebruikt het verkorte perspectief om door de gesuggereerde diepte de heilige figuren contact te laten maken met de toeschouwer. De sluier van Maria die over de borstwering valt en de hoofden van heiligen die voor de boog zijn afgebeeld, versterken dit effect. Hiëronymus is te herkennen aan zijn kardinaalsgewaad en boek, een verwijzing naar zijn bijbelvertaling. Lodewijk van Toulouse is op de gebruikelijke wijze afgebeeld, als een jongeman in de kleding van een bisschop. De keuze voor de twee geleerde heiligen komt voort uit de humanistische kringen van Padua waarin Mantegna verkeerde. Tegen de achtergrond van een blauwe lucht bezaaid met wolken, hangt aan de bovenkant van het schilderij een slinger van bladeren en fruit, een typisch element van de school van Francesco Squarcione, de leermeester van Mantegna.

## Herkomst
De napoleontische generaal Teodoro Lechi uit Brescia kocht het schilderij voor 1814 in Milaan. Na zijn dood in 1866 bleef het in bezit van zijn nakomelingen. In 1887 kocht het echtpaar Édouard André en Nélie Jacquemart het paneel bij de kunsthandelaar Michelangelo Guggenheim in Venetië. In 1912 lieten zij hun gehele collectie na aan het Institut de France. Het paneel wordt bewaard in hun voormalige herenhuis, het huidige Musée Jacquemart-André.